# Milaan-San Remo 1999
De wielerklassieker Milaan-San Remo 1999 werd gereden op 20 maart 1999. De koers werd gewonnen door Andrei Tchmil. In totaal gingen 198 renners van start, van wie er 169 de eindstreep bereikten, met Filippo Casagrande (Vini Caldirola - Sidermec) als laatste met een achterstand van ruim 13 minuten.

## Uitslag
| Rang | Naam              | Land             | Ploeg                  | Tijd     |
| ---- | ----------------- | ---------------- | ---------------------- | -------- |
| 1    | Andrei Tchmil     | België           | Lotto-Mobistar         | 6u52'37" |
| 2    | Erik Zabel        | Duitsland        | Team Telekom           | z.t.     |
| 3    | Zbigniew Spruch   | Polen            | Lampre-Daikin          | z.t.     |
| 4    | Stefano Garzelli  | Italië           | Mercatone Uno-Bianchi  | z.t.     |
| 5    | Lauri Aus         | Estland          | Casino-Ag2r Prévoyance | z.t.     |
| 6    | Léon van Bon      | Nederland        | Rabobank               | z.t.     |
| 7    | Peter Van Petegem | België           | TVM-Farm Frites        | z.t.     |
| 8    | Jo Planckaert     | België           | Lotto-Mobistar         | z.t.     |
| 9    | George Hincapie   | Verenigde Staten | US Postal              | z.t.     |
| 10   | Gabriele Balducci | Italië           | Navigare-Gaerne        | z.t.     |

1907 · 1908 · 1909 · 1910 · 1911 · 1912 · 1913 · 1914 · 1915 · 1916 · 1917 · 1918 · 1919 · 1920 · 1921 · 1922 · 1923 · 1924 · 1925 · 1926 · 1927 · 1928 · 1929 · 1930 · 1931 · 1932 · 1933 · 1934 · 1935 · 1936 · 1937 · 1938 · 1939 · 1940 · 1941 · 1942 · 1943 · 1944 · 1945 · 1946 · 1947 · 1948 · 1949 · 1950 · 1951 · 1952 · 1953 · 1954 · 1955 · 1956 · 1957 · 1958 · 1959 · 1960 · 1961 · 1962 · 1963 · 1964 · 1965 · 1966 · 1967 · 1968 · 1969 · 1970 · 1971 · 1972 · 1973 · 1974 · 1975 · 1976 · 1977 · 1978 · 1979 · 1980 · 1981 · 1982 · 1983 · 1984 · 1985 · 1986 · 1987 · 1988 · 1989 · 1990 · 1991 · 1992 · 1993 · 1994 · 1995 · 1996 · 1997 · 1998 · 1999 · 2000 · 2001 · 2002 · 2003 · 2004 · 2005 · 2006 · 2007 · 2008 · 2009 · 2010 · 2011 · 2012 · 2013 · 2014 · 2015 · 2016 · 2017 · 2018 · 2019 · 2020 · 2021 · 2022 · 2023 · 2024 · 2025

Lijst van beklimmingen